# Lundsångare
Lundsångare (Phylloscopus trochiloides) är en östeuropeisk och asiatisk tätting som numera förs till familjen lövsångare (Phylloscopidae). Den häckar från Sverige österut till västra Kina. Vintertid flyttar den till södra och sydöstra Asien. Tidigare inkluderades närbesläktade fåglar i Kaukasus och östra Sibirien, men dessa urskiljs numera som egna arter, kaukasisk respektive sibirisk lundsångare. Lundsångaren kategoriseras som livskraftig globalt, i Sverige nära hotad eftersom den relativt nya häckpopulationen är förhållandevis liten.

## Kännetecken

### Utseende
Lundsångaren är en liten (10–11 cm) grön och grå sångare med relativt stort huvud. Den har ett långt vitt ögonbrynsstreck och ett ljust vingband. Undersidan är gråvit och ovansidan grågrön. Det mörka ögonstrecket är ofta inte lika markerat som hos nordsångaren och når heller inte fram till näbbroten som hos denna. Underdelen av näbben är ljus.

### Läte
Sången är en gäll, skyttlande strof med knyckig rytm, ibland avslutad med en drill påminnande om gärdsmyg eller svartmes. Locklätet är lite likt sädesärlans, ett "t'slii" eller "tisli".

### Jämförelse med nära släktingar
Nära släktingen sibirisk lundsångare (P. plumbeitarsus) är mycket lik, men denna skiljer sig framför allt med att vingbandet är både längre, bredare och mer avgränsat, samt oftast förekomsten av även ett främre vingband. Utöver det är den i genomsnitt något grönare ovan och vitare under samt har gulare ögonbryn och grövre näbb. Även lätena är mycket lika, men locklätet är tydligare tvåstavigt och sången mer sammanflytande, snabbare och längre.
Kaukasisk lundsångare (P. nitidus) har mer samma färgtoner som lövsångaren, med mossgrön ovansida, tydligt gult ögonbrynsstreck, gul kind och strupe. Till skillnad från lövsångaren har den vit undersida och ett tydligt vingband, och ibland en antydan till ett andra. Sången är mycket lik lundsångarens, men har ofta ett torrt drillande element i nästan alla fraser. Dock kan arterna ibland vara omöjliga att särskilja bara på lätet.

## Utbredning och systematik
Lundsångaren har en mycket komplicerad och omtvistad systematik. Länge argumenterades att lundsångaren var en av mycket få exempel i djurvärlden på en ringart, en art där en cirkulär utbredning gör att individer från ändarna av populationen möter varandra och där uppträder som två olika arter, reproduktivt isolerade från varandra. Detta fenomen är dock ifrågasatt och anses av vissa som föråldrat. 

Ringartsteorin applicerat på lundsångaren, där den antas ha vidgat sitt utbredningsområde åt olika håll runt Himalaya för att sedan mötas i Sibirien och där uppträda som två arter.

Vad gäller lundsångaren har vidare studier visat att individernas variation i utbredningsområdet inte är klinal, det vill säga gradvis, utan visar istället plötsliga förändringar i både arvsmassa och utseende. Dessa resultat tolkas så att lundsångaren snarare består av flera arter. De allra flesta auktoriteter delar därför idag upp den i tre: lundsångare, sibirisk lundsångare (P. plumbeitarsus) och kaukasisk lundsångare (P. nitidus). 2018 valde även svenska BirdLife Sveriges taxonomikommitté att erkänna sibirisk lundsångare som egen art (den kaukasiska erkändes redan 2010).
Lundsångare i begränsad mening delas in i fyra underarter med följande utbredning:
- västlig lundsångare[9] Phylloscopus trochiloides viridanus – nordöstra Europa till Centralasien och Afghanistan; övervintrar så långt söderut som till södra Indien

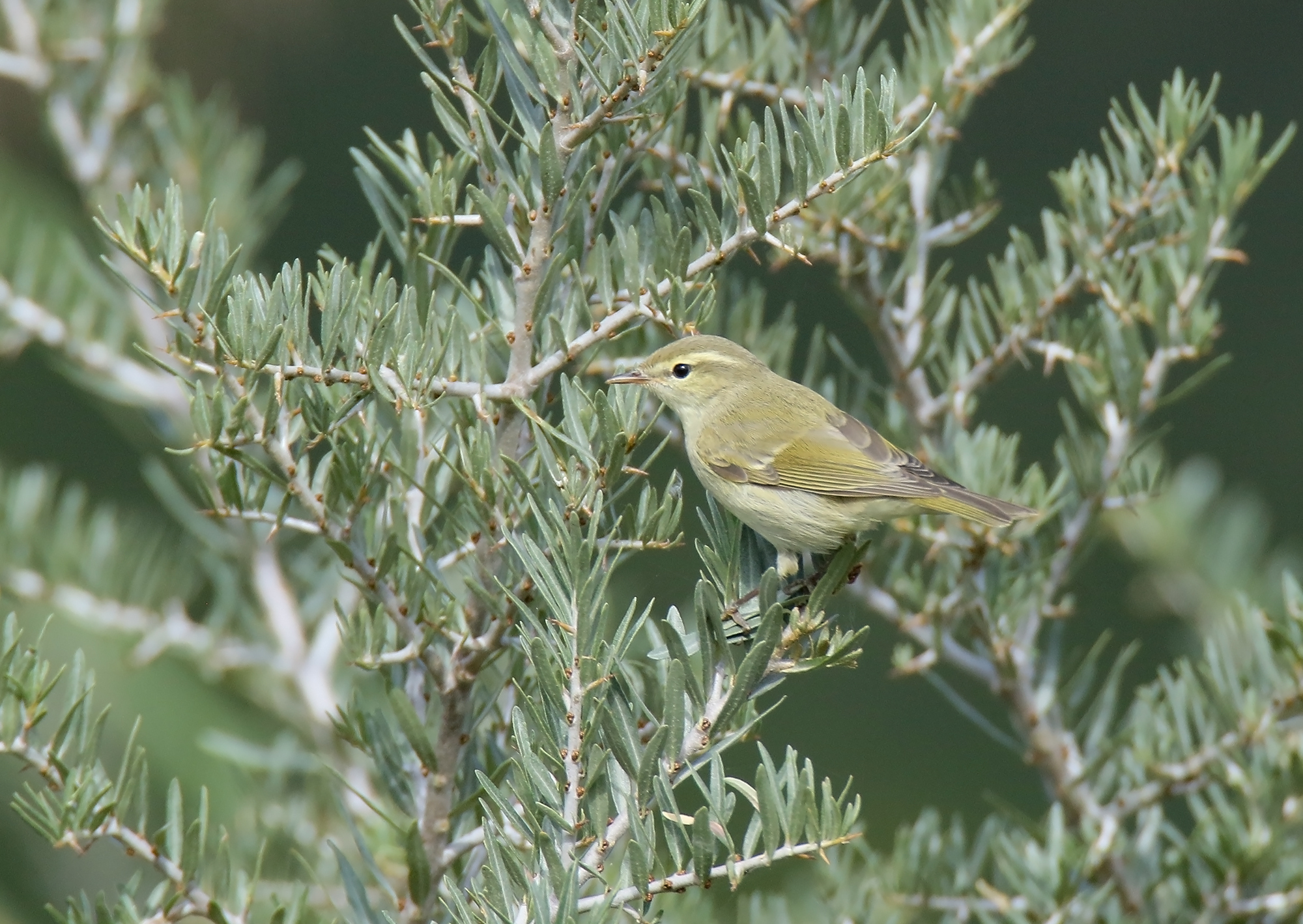
Lundsångare fotograferad i Pakistan.

- Phylloscopus trochiloides trochiloides – Himalaya till Tibet och västra Kina; övervintrar från norra Indien till Indokina
- Phylloscopus trochiloides ludlowi – västra Himalaya (Gilgit och Kashmir till Kumaon); övervintrar så långt söderut som till södra Indien
- Phylloscopus trochiloides obscuratus – nordvästra Kina till Tibet; övervintrar söderut till Myanmar, Thailand och Indokina

### Förekomst i Sverige
Lundsångare häckar i löv- eller blandskog, gärna i högväxta dungar, i parker eller i näringsrik granskog. Idag förekommer den sällsynt i hela Sverige, men främst på Gotland och Öland samt kusttrakterna i Svealand och Norrland. Den brukar anlända till Sverige i maj–juni och flytta i augusti.
Arten har expanderat österifrån och kom till Sverige under första hälften av 1900-talet. Det första fyndet gjordes i Lund 1939 av ornitologen Gustaf Rudebeck, medan den första häckningen konstaterades i Visby 1953.

### Familje- och släktestillhörighet
Lundsångarna placerades tidigare i familjen sångare (Sylviidae). Denna artrika familj har idag delats upp i ett tiotal familjer och lundsångarna har, tillsammans med de andra arterna i släktet Phylloscopus, placerats i familjen lövsångare (Phylloscopidae). 
DNA-studier visar att lundsångaren med släktingar (bland andra nordsångaren) inte står särskilt nära många andra Phylloscopus-sångare som lövsångare och grönsångare, utan snarare närmare bambusångarna i Seicercus. Dessa resultat har implementerats olika av olika taxonomiska auktoriteter. Det vanligaste förhållningssättet numera är att inkludera Seicercus i Phylloscopus så att familjen lövsångare på så sätt endast innehåller ett släkte. Vissa för dock istället lundsångaren med släktingar till Seicercus.

## Ekologi

### Biotop
Lundsångaren återfinns i skogar både i låglandet och i bergstrakter, upp till 4 500 meter över havet. Den trivs i blandskogar med björk eller i skogar med lönn, bok eller lind uppblandat med björk och tall. Vidare trivs den i parker, trädgårdar, flodnära buskmarker, sumpskogar med pil och poppel. I Centralasien påträffas den i blandad tajgaskog med gran, i nordvästra Himalaya huvudsakligen i ekskog, men också på alpängar med björk, en och rhododendron. Vintertid ses den i alltifrån låglänt blandskog till plantage, törnbuskmarker, kanter av jordbruksmarker, trädgårdar och mangroveskogar.

### Föda
Liksom de flesta sångare äter lundsångaren främst insekter, men också spindlar, kräftdjur, mollusker, fläderbär och enstaka frön. Den födosöker på alla nivåer, från låga buskar till högt upp i trädtopparna, genom att plocka föda från lövverket men också fångainsekter i flykten eller på marken.

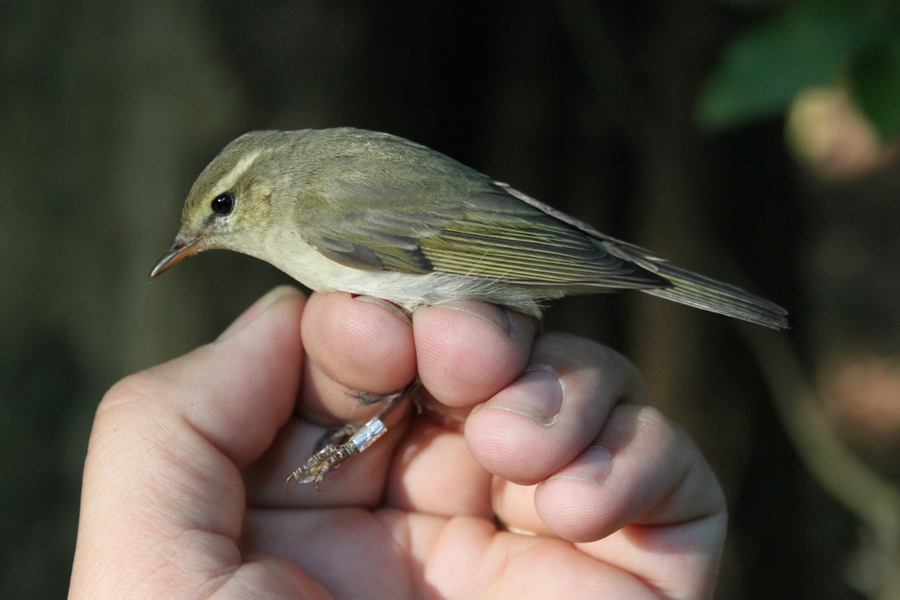
Lundsångare ringmärkt i Tjeckien.

### Häckning
Boet byggs av gräs, blad och mossa och läggs på marken i tät växtlighet eller upp till tre meter upp i ett hål i ett träd. Den lägger tre till sju ägg per kull som ruvas enbart av honan i tolv till 13 dagar.

## Lundsångaren och människan

### Status och hot
Lundsångaren har ett stort utbredningsområde och en stor population, och tros öka i antal. Utifrån dessa kriterier kategoriserar IUCN arten som livskraftig (LC). Världspopulationen uppskattas till mellan 20,2 och 38,3 miljoner könsmogna individer.

### Status i Norden
I Sverige uppskattas beståndet till mellan 600 och 1 000 könsmogna individer. Den lilla populationen gör att den upptas på Artdatabankens rödlista, som nära hotad. I Finland är den mycket vanligare, med en population på 3 000–10 000 par. Där och i Estland ökar den i antal.

### Namn
Fågeln har på svenska också kallats grön lövsångare.